# Fisher Strait
Die Fisher Strait ist eine Meerenge in Nunavut (Kanada), die die beiden im Norden der Hudson Bay liegenden Inseln Southampton Island (im Norden) und Coats Island (im Süden) trennt. Die im kanadisch-arktischen Archipel gelegene Meerenge ist 100 Kilometer lang und 70 Kilometer breit. Im Osten der Meerenge liegt die Evans Strait und im Südwesten die offene Hudson Bay.